# 黄朝天
黃朝天（1915年—1987年），江西省興國縣東村鄉人。1929年參加中國工農紅軍。1930年加入中國共產主義青年團，1933年轉入中國共產黨。1955年被授予少將軍銜。[1]榮獲八一勳章、獨立自由勳章、解放勳章。他先後當選為中共江蘇省委常委，江蘇省政協常委、副主席。是第四屆、第五屆全國人民代表大會代表。著作有《黨啊！我的母親》。
1987年在南京逝世，享年72歲。

## 個人經歷

### 土地革命
1915年10月，黃朝天出生於江西省興國縣東村鄉金星村一個農民家庭。10歲時，迫於生計學做篾工，飽嘗了流氓篾頭的欺壓凌辱。
1928年2月，受紅軍影響，先後參加兒童團、少先隊組織，跟着赤衞隊鬥地主、打靖衞團，後參加地方游擊隊。
1929年隊10月，參加地方游擊隊組織起來的中央蘇區第26縱隊，12月，正式編入中國工農紅軍紅12軍2縱隊。
1930年加入中國共產主義青年團。
1931年擔任陳毅軍長的警衞員。
1932年11月，在瑞金紅軍學校學習工兵專業，結業後被評為“模範學員”，並留校工作。
1933年轉入中國共產黨。參加了中央蘇區第一至第五次反“圍剿”戰爭。長征時，黃朝天擔任紅軍幹部團特科營工兵連副連長。
1934年10月16日夜晚，特科營工兵連接到要在於都河上搶架兩座浮橋保證主力拂曉過河的命令。接到命令，向來直言快語的黃朝天握着拳頭斬釘截鐵地對團長和政委説：“請首長放心，工兵連保證完成任務。”

### 第二次國內革命
第二次國內革命戰爭時期，黃朝天同志歷任排長、副連長、連長、科長、營長等職，參加了中央蘇區一至五次反圍剿戰鬥和舉世聞名的二萬五千里長征。組織指揮了于都河、湘江、烏江的架橋，參加了婁山關等戰鬥，出色地完成了任務，受到周恩來、朱德等同志的讚揚。在險惡艱苦的長征途中，他滿懷必勝的信念，毫不動搖，忘我戰鬥，勝利到達陝北，表現了一個共產黨員的革命胸懷和高尚品質。

### 抗日
抗日戰爭時期，黃朝天同志先後擔任八路軍留守處參謀、科長，陝甘寧邊區警備4團參謀長等職，積極參加了著名的大生產運動。
1943年12月，任陝甘寧邊區警備七團團長，奉命開赴河南前線抗日，往後參加了中原突圍、荊門、當陽等戰鬥。後任河南省軍區第四軍分區參謀長。

### 解放戰爭
1946年6月，全面內戰爆發，黃朝天同志任鄂西北軍分區參謀長、第2野戰軍3縱隊8旅參謀長，參加中原突圍，到達華東地區，投入淮海戰役。
1949年2月任華東野戰軍第20軍58師副師長，參與指揮了渡江戰役中的溧陽戰鬥。同年，還參加了上海戰役。在長期革命鬥爭中，他南征北戰、英勇頑強、出生入死、屢建戰功，為中國人民的解放事業作出了突出的貢獻。

### 抗美援朝
1950年11月，黃朝天赴朝參戰，任二十軍五十八師師長、軍參謀長。參加了第二次、第五次戰役和華川阻擊戰，多次受到嘉獎。回國後，任二十軍副軍長，參與指揮了解放一江山島的戰鬥。
1955年9月，被授予少將軍銜。另榮獲二級八一勳章、二級獨立自由勳章、一級解放勳章。還被朝鮮民主主義人民共和國授予二級國旗勳章。
1957年7月，任二十七軍第一副軍長兼參謀長。
1965年6月，任舟嵊要塞區司令員。
1969年8月，任江蘇省軍區司令員兼江蘇生產建設兵團司令員。

### 解放後
“文革”期間，他是非分明，同林彪、“四人幫”反革命集團進行了堅決的鬥爭。十一屆三中全會以來，他堅持四項基本原則，衷心擁護黨的路線、方針、政策，在思想上、政治上同黨中央保持高度一致。
黃朝天同志先後當選為中共江蘇省委常委、江蘇省政協常委、副主席，第四屆、第五屆全國人大代表。
1979年11月，任南京軍區司令部顧問，1982年9月按正兵團職待遇離職休養。

## 社會評價
黃朝天同志於1955年9月，被授予少將軍銜，並被授予二級八一勳章，二級獨立自由勳章，一級解放勳章。還被朝鮮民主主義人民共和國授予二級國旗勳章。
黃朝天曾陪同羅瑞卿、郝治平視察海軍。
在長期的革命生涯中，黃朝天同志忠於黨，忠於人民，忠於馬列主義、毛澤東思想，忠於無產階級革命事業。具有堅強的黨性和高度的組織紀律性。表現了出色的組織領導才能和軍事指揮藝術。他立場堅定，不畏艱難，大智大勇，勇敢善戰；他堅持原則，愛憎分明，顧全大局，光明磊落；他為人正直，實事求是，工作勤懇，作風紮實；他嚴於律己，生活簡樸，關心部屬，團結同志，對子女要求嚴格。
黃朝天同志是一位革命意志堅定，工作精神旺盛，作戰指揮堅決果斷，生活艱苦樸素，以身作則，平易近人的老首長。

## 生平
1933年加入中国共产党。曾任第二十军副军长。1955年，授予中国人民解放军少将。